# Al Hakim-moskén
Al Hakim-moskén (arabiska: مسجد الحاكم بأمر الله) ligger i stadsdelen Historiska Kairo i centrala Kairo, Egypten. Den färdigställdes 1013 under kalifen Al-Hākim bi-amri ʾllāhs regeringstid och är till ytan, efter Ibn Tulun-moskén, den näst största moskéen i staden och bland de största i världen.

## Bildgalleri

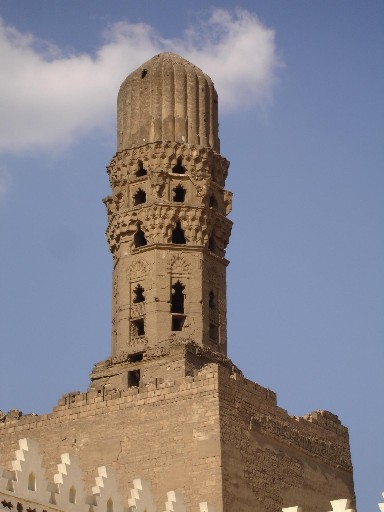
Minaret i Al Hakim-moskén
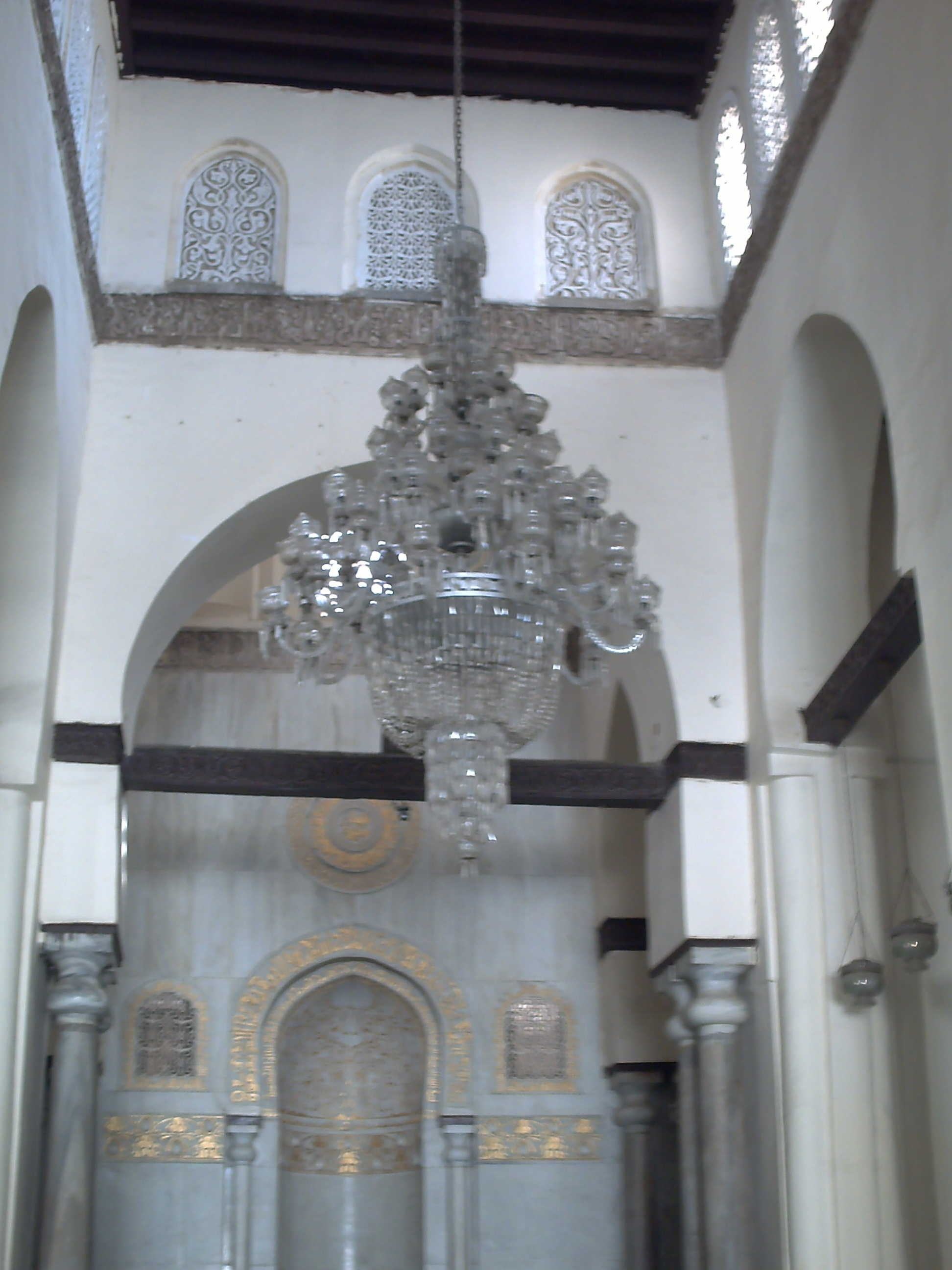
Interiör vid qibla
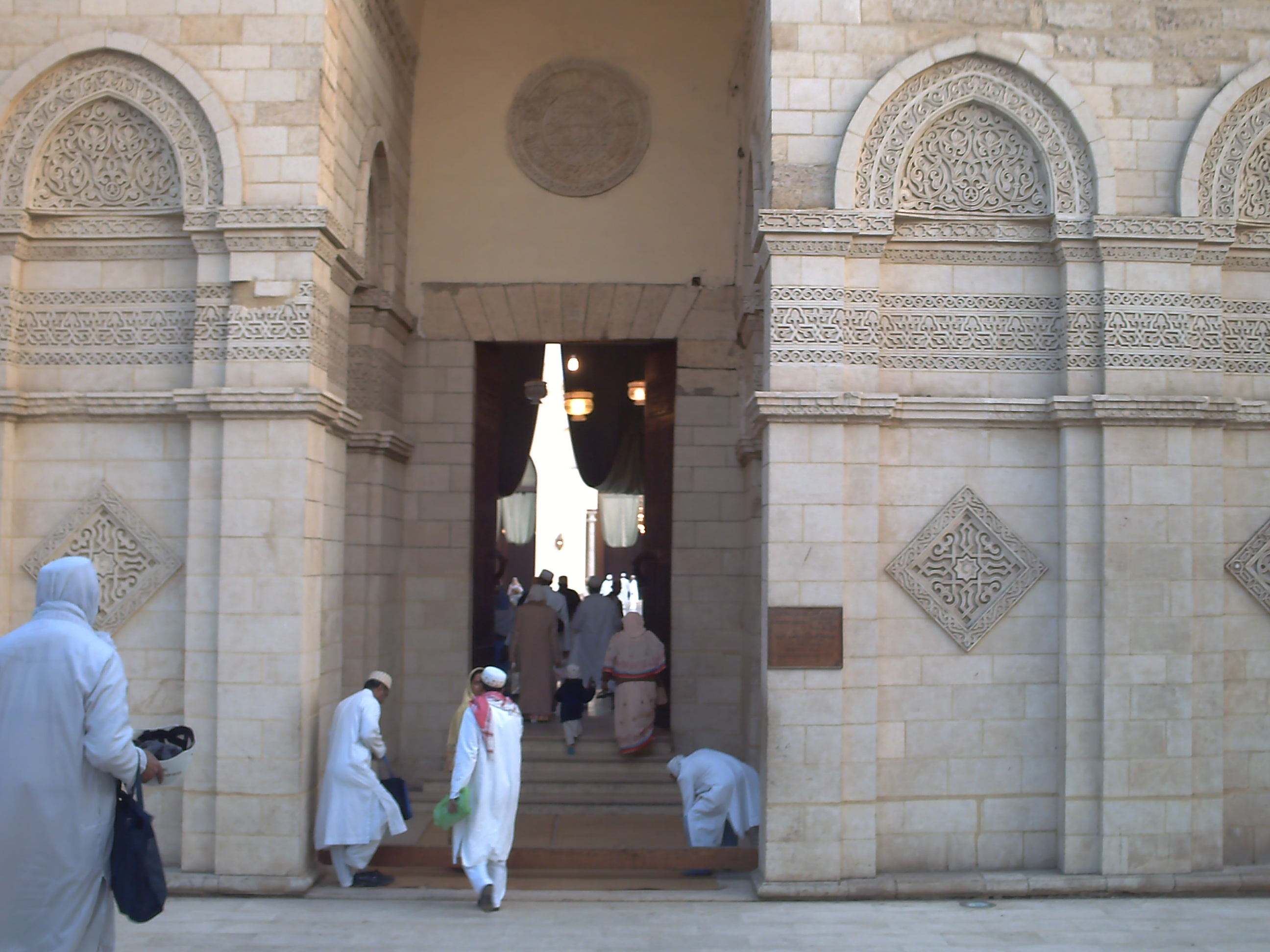
Ingången till moskén
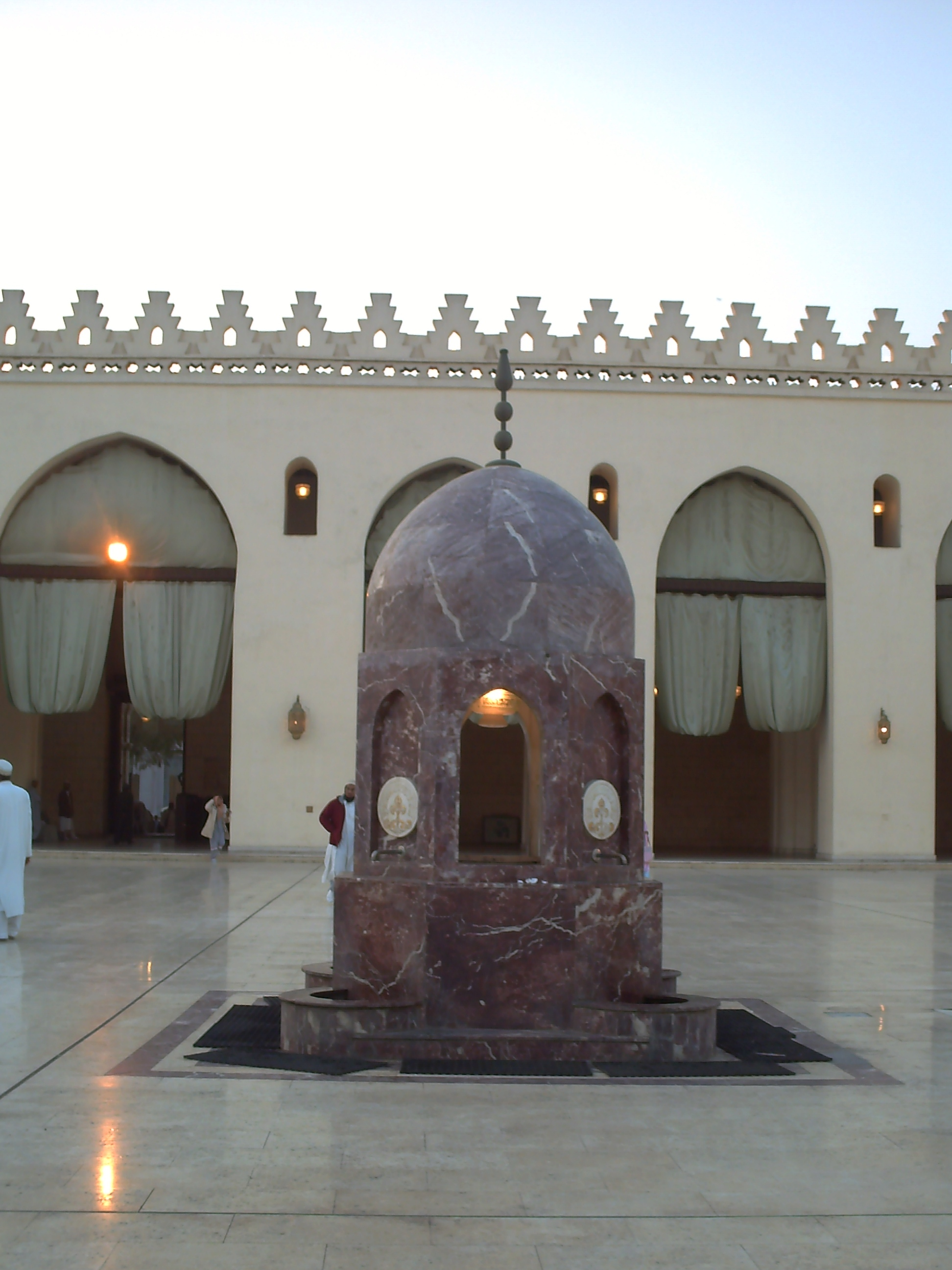
Källa med heligt vatten